# 서순탁
서순탁(Soon-Tak Suh, 1959년 10월 27일~)은 서울시립대학교의 총장이었다

## 학력
- 1986년 서울시립대학교 도시행정학과 학사
- 1992년 서울시립대학교 도시행정학과 석사
- 1998년 영국 뉴캐슬 대학교 도시계획학 박사